# يوسف النجار
يُوسُف (بالعبرية: יוֹסֵף، نقحرة: يُسِيف) شخصية من شخصيات العهد الجديد، خطيب مريم ومربي يسوع والأب الأرضي له بخلاف الأب السماوي يهوه وينسب يسوع إلى كليهما، فهو ابن يهوه ويوسف في نفس الوقت حسب الاعتقاد المسيحي. وينسب يسوع إلى الملك داود من خلاله إذ إن المسيح حسب المعتقد اليهودي والمسيحي يجب أن يكون من سلالة النبي داوود. يعتقد المسيحيون أن يهوه اختار يوسف وكيلاً ممثلاً عنه وأن الروح القدس ائتمنته على حراسة عذرية مريم.
لم يرد ذكر ليوسف في رسائل بولس الطرسوسي وهي ما يُعتبر من أقدم الوثائق المسيحية ولا في أول الأناجيل مرقس، بل أن أول ظهور له في الأناجيل كان في أناجيل متى و‌لوقا. تعتبره الكنائس الكاثوليكية و‌الكنيسة الأرثوذكسية الشرقية والإنجيلية و‌الكنيسة الأرثوذكسية المشرقية قديساً شفيعاً وأعلنه البابا بيوس التاسع شفيعاً للكنيسة الكاثوليكية عام 1870.

## حياته
جاء ذكر يوسف في العهد الجديد مختصراً، ولد في بيت لحم وينتمي إلى سلالة ملكية تعود به إلى الملك داود. امتهن النجارة كإبنه يسوع. حسب المعتقد المسيحي، أرسل يهوه الملاك جبرائيل إلى مدينة الناصرة ليبشر مريم بمولود وقد كانت مخطوبة ليوسف هذا وقتها.
و تعجبت من كلام الملاك قائلة:«كيف يكون هذا وأنا لست اعرف رجلًا». فكر يوسف في فسخ الخطوبة من مريم وأخذها وهي حبلى من الناصرة إلى بيت لحم حيث عشيرته وأهله لانه كان من سبط يهوذا وإذا في ذلك الوقت أمر اوغسطس قيصر (لقب للإمبراطور الروماني وإسمه أكتافيوس) أن يكتب كل المسكونة كما كان يفعل كل عشرة سنوات ومجاملة لليهود أمر أن يتم الاكتتاب برجوع كل واحد إلى وطنه، حيث كان اليهود يهتمون بنسبهم. بعد ولادة يسوع، أخذ يوسف عائلته إلى مصر هرباً من هيرودوس الذي كان يريد قتل المولود الجديد بعد أن حقق مع المجوس الثلاثة الذين سجدوا وقدموا الهدايا ليسوع الرضيع  كان يوسف يأخذ عائلته كل سنة إلى أورشليم في عيد الفصح.
وأشار يسوع إلى يوسف بكلمة «أبي»  وكذلك فعلت أمه مريم. ولا يوجد ذكر ليوسف عند صلب يسوع ولم يكن موجوداً حينها.

## قداسته

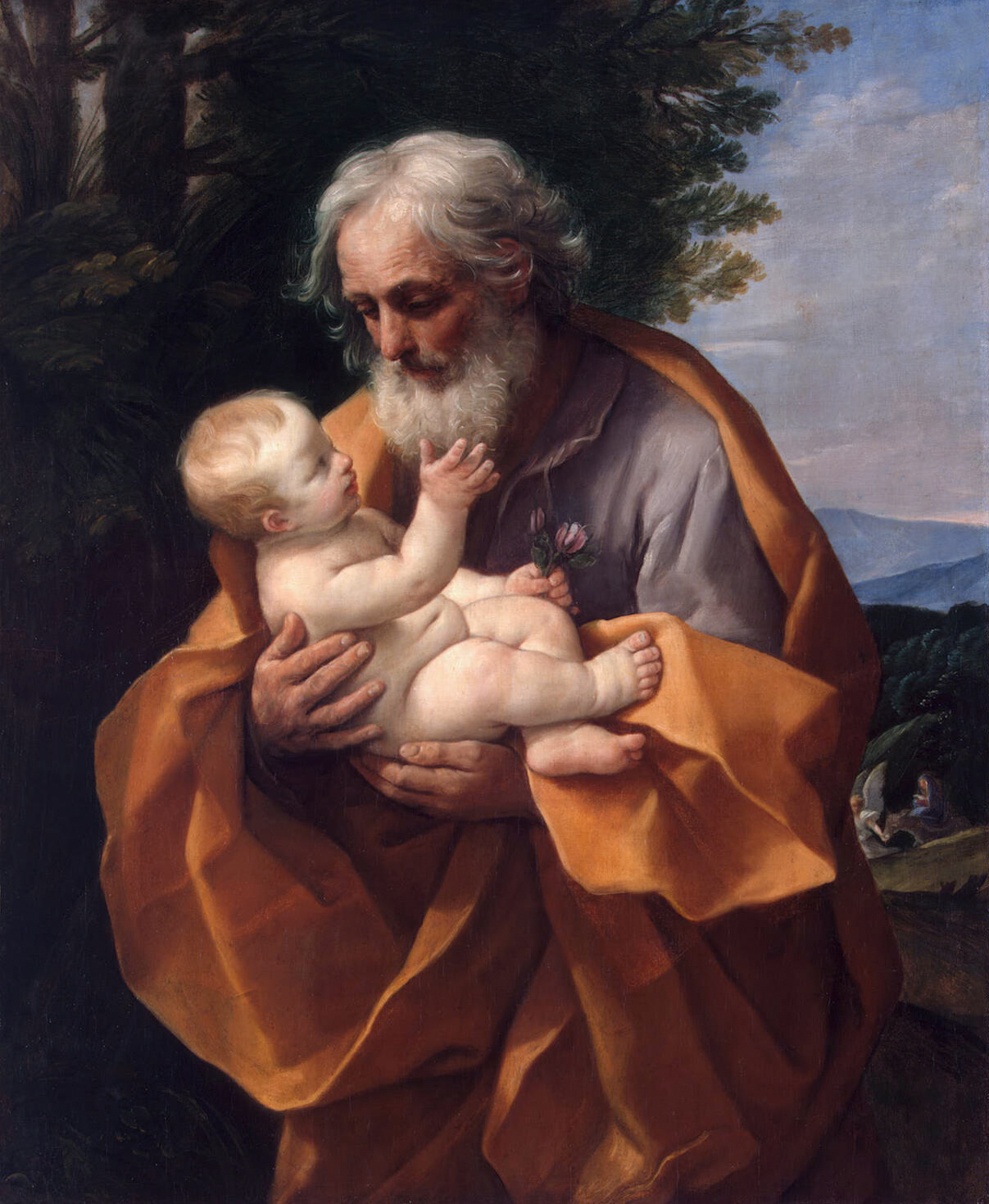
لوحة ليوسف مربي المسيح بريشة غيدو ريني 1635

يعتبر يوسف أحد أفراد العائلة المقدسة، ولكونه لم يذكر إلاّ عند ولادة يسوع وطفولته، دأب أغلب الرسامين على رسم يسوع وهو صغير في كل رسمة ليوسف. أقدم الوثائق الكنسية التي تتحدث عن يوسف كقديس ومربي ليسوع تعود إلى العام 800 للميلاد مشيرة إليه (لاتينية:nutritor Domini)
و تعني مربي الرب والمعلم. ناقش توما الأكويني ضرورة وجود يوسف في حياة مريم وقال إن لم تكن مريم متزوجة لرجمها اليهود بتهمة الزنا.
تزايد الاهتمام والتقديس لشخص يوسف في الكنائس إذ في عام 1889 حثّ البابا ليون الثالث عشر المسيحيين بالصلاة ليوسف لمواجهة التحديات التي تواجه الكنيسة.

## وفاته
لم يذكر العهد الجديد موت يوسف، وولا بعد طفولة يسوع، وكانت دائما ما تُقدم مريم كما وكانها ترتدي زي أرملة، وفي نصوص وفنون أخرى كانت مريم تغطي فترة خدمة يسوع وآلامه. على النقيض من ذلك، وفيما يُعتقد انه تاريخ ملفق واناجيل منحولة قد ظهر ليوسف النجار ذكر، من القرن الخامس أو السادس ، يحتوي على سرد طويل لوفاة يوسف، في سن 111، في حضور يسوع (عندما كان عمره حوالي 19 عامًا) ومريم والملائكة. بدأ هذا المشهد في الظهور في الفن في القرن السابع عشر.

## احتفال الكنائس بيوسف النجار

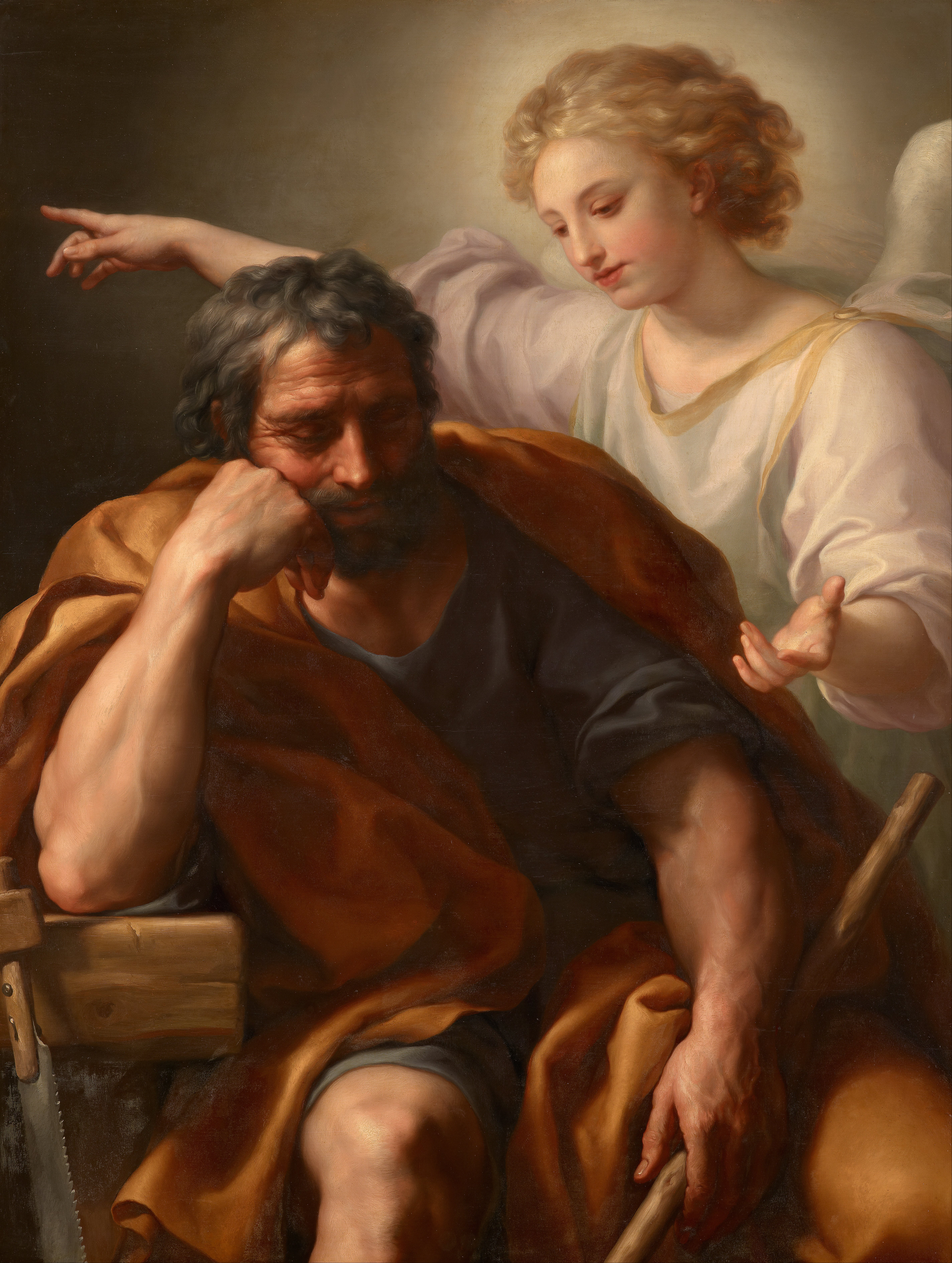
حلم يوسف النجار بريشة أنطون رفائيل منجنس 1774.

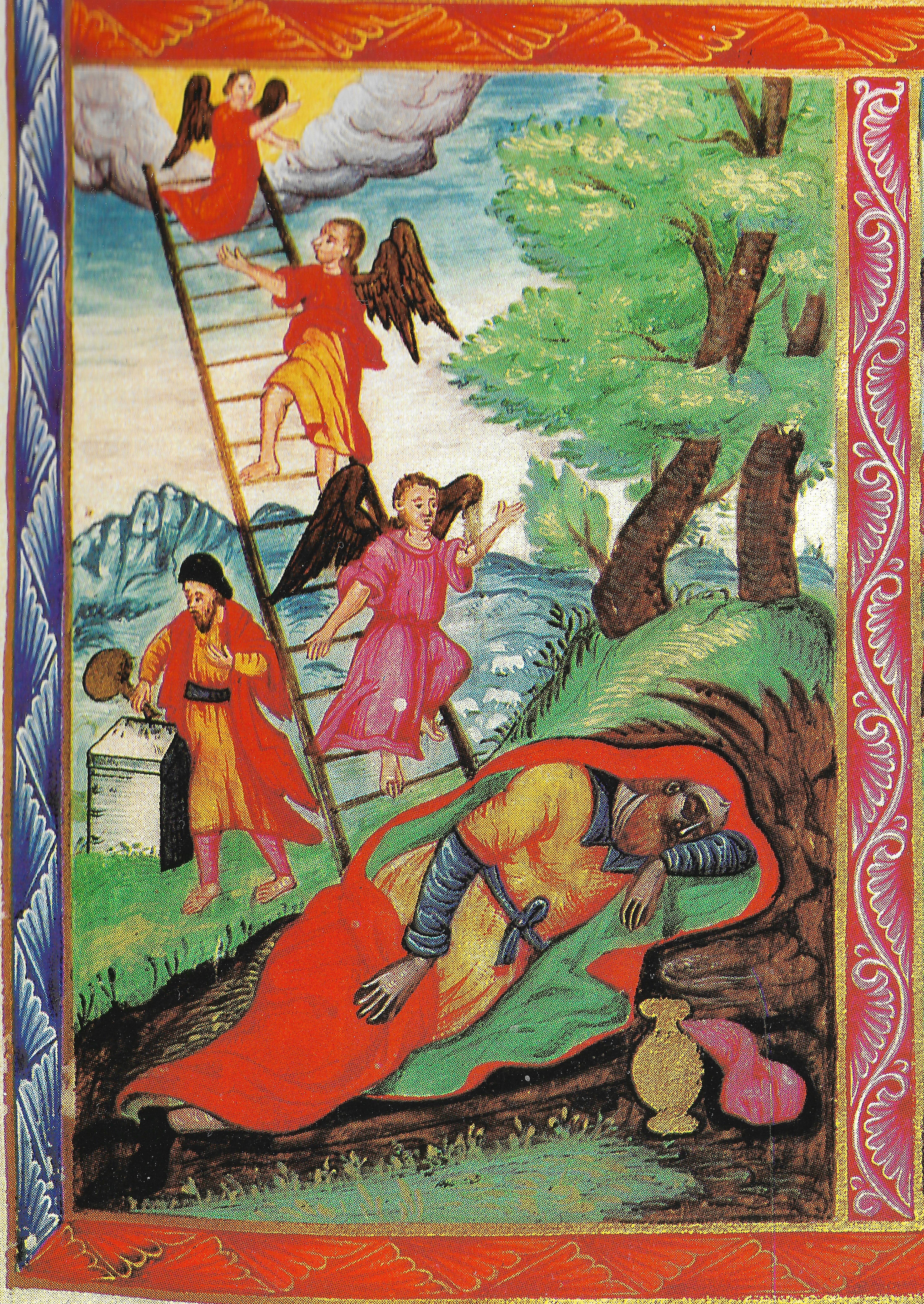
حلم يوسف النجار. منمنمة أرمنية من إنجيل دي براي، 1643-1646.

تحتفل الكنيسة الأرثوذكسية بعيد القديس يوسف النجار قبل بدء صوم السيدة العذراء بأسبوع وقد شيدت له كنيسة على اسم القديس يوسف النجار في مصر القديمة بالقاهرة.
تكرّم الكنيسة يوسف كقديس عظيم كالرسل أنفسهم، تعيّد الكنيسة الكاثوليكية الرومانية - الكنيسة الغربية للقديس يوسف في 19 آذار من كل سنة، بينما تحتفل الكنائس الأرثوذكسية والكنائس الكاثوليكية الشرقية (كنيسة الروم الملكيين الكاثوليك) والذي يسمّى تذكار يوسف الصّدّيق خطّيب مريم في الأحد الذي يلي عيد الميلاد، وترى فيه شفيع الكنيسة الجامعة الرسولية.
منذ القرون الوسطى تحيي الدول الكاثوليكية عيد الأب في يوم تذكار القديس يوسف، ورغم أن الاحتفال بعيد القديس يوسف انتقل إلى العديد من الدول الغربية إلا أن منها من يحتفل بعيد الأب في يوم مخالف لـ19 مارس، فمثلًا تحتفل ألمانيا بعيد الأب في عيد الصعود والذي يحل بعد أربعين يومًا من عيد الفصح.

## وجهة نظر المعتقدات الأخرى

### وجهة النظر اليهودية
يؤمن اليهود بوجود يوسف ويطلقون على يسوع «ابن النجار» ولا يعتقدون بقدسيته ويؤمنون أنه تزوج من مريم.

### وجهة النظر الإسلامية
لم يرد ذكر في القرآن ليوسف النجار ويؤمن المسلمون أن عيسى ابن مريم ولا يؤمنون أن مريم كانت مخطوبة من يوسف ويعتبرون عيسى بن مريم بنت عمران بن ياشهم بن أمون بن منشا بن حزقيا بن أحزيق بن يوثم بن عزاريا بن أمصيا بن ياوش بن أحزيهو بن يارم بن يهفاشاط بن أسابر بن أبيا بن رحبعم بن سليمان بن داود من نسل داوود ومعجزة خلقه الله بلا أب كما خلق آدم، كما يرد في القرآن أن النبي زكريا هو من كفل مريم ﴿ذَلِكَ مِنْ أَنْبَاءِ الْغَيْبِ نُوحِيهِ إِلَيْكَ وَمَا كُنْتَ لَدَيْهِمْ إِذْ يُلْقُونَ أَقْلَامَهُمْ أَيُّهُمْ يَكْفُلُ مَرْيَمَ وَمَا كُنْتَ لَدَيْهِمْ إِذْ يَخْتَصِمُونَ ۝٤٤﴾ (سورة آل عمران، الآية 44) فآواها الله عند زوج خالتها نبي الله زكريا، وكان هذا من رحمة الله بمريم ورعايته لها، قال تعالى: ﴿فَتَقَبَّلَهَا رَبُّهَا بِقَبُولٍ حَسَنٍ وَأَنْبَتَهَا نَبَاتًا حَسَنًا وَكَفَّلَهَا زَكَرِيَّا كُلَّمَا دَخَلَ عَلَيْهَا زَكَرِيَّا الْمِحْرَابَ وَجَدَ عِنْدَهَا رِزْقًا قَالَ يَا مَرْيَمُ أَنَّى لَكِ هَذَا قَالَتْ هُوَ مِنْ عِنْدِ اللَّهِ إِنَّ اللَّهَ يَرْزُقُ مَنْ يَشَاءُ بِغَيْرِ حِسَابٍ ۝٣٧﴾(سورة آل عمران، الآية 37).